# Aquiescência
Na esfera jurídico-penal, a aquiescência, o ato de aquiescer, ocorre quando uma pessoa conscientemente permanece sem levantar objeções à violação de seus direitos, enquanto outra pessoa, sem o saber e sem malícia, age de maneira inconsistente com seus direitos. Sua conceituação é difícil uma vez que por vezes ela apresenta-se como causa de atipicidade, outras como causa de justificação e em alguns casos, ainda, resulta irrelevante.
Como resultado da aquiescência, a pessoa cujos direitos são violados pode perder a capacidade de fazer uma reclamação legal contra o infrator, ou pode ser incapaz de obter uma liminar contra a continuação da infração. A doutrina infere uma forma de "permissão" resultante de silêncio ou passividade por um longo período de tempo.

## Hipótese do acordo
O acordo é uma forma de aquiescência que configura uma causa de atipicidade, sendo precisamente o exercício da disponibilidade que o bem jurídico implíca, de modo que, por maior que seja a aparência de tipicidade que tenha a conduta, jamais o tipo pode proibir uma conduta para a qual o titular do bem jurídico tenha prestado sua conformidade. Acordo é o que dá o titular do bem jurídico, em exercício da disponibilidade, tornando atípica a conduta do terceiro, sendo irrevogável somente na forma admitida pela lei.